# Архангельский ликёро-водочный завод
Архангельский ликёро-водочный завод (АЛВИЗ) — предприятие по выпуску водки, ликёров и настоек, расположенное в городе Архангельск на Набережной Северной Двины.

## История
В 1898 году, по поручению Сергея Витте, начинается подготовка к строительству Архангельского казенного винного склада. В  марте 1899 года были проведены торги на подряд строительства завода, с производительностью 300 тысяч ведер вина в год. А 22 июля 1899 года состоялась торжественная закладка Архангельского казенного винного склада.
29 июня 1901 года произошло торжественное открытие Архангельского казённого винного склада — протоиерей Василий Смирнов освятил склад, и произнёс речь о значении реформы в «питейном» деле.
В день начала работы была послана телеграмма на имя Сергея Витте: «Сегодня освящён Архангельский склад. Все трудности, климатические и дальних расстояний, преодолены: подготовительные работы по введению казенной продажи питей исполнены; склад работает с 15 апреля, все магазины и лавки снабжены вином. Продавцы и сборщики на местах. Продажа откроется с 1 июля во всех местах губернии. Население далекого Севера с нескрываемым восторгом приветствует благодетельную реформу(…) и глубоко верит, что новые порядки свергнут зло, пустившее среди народа суровой окраины глубокие корни. Решаюсь лично от себя и подведомственного надзора, много потрудившегося на пользу дела, уверить Ваше Высокопревосходительство, что и впредь мы все с неослабной энергией будем работать, дабы реформа дала ожидаемые результаты».
Во время гражданской войны предприятие приостановило свою работу и было открыто снова лишь в 1924 году, под названием «Архангельский ликёро-водочный завод». Во время Великой Отечественной войны завод переориентировался на производство зажигательных смесей и технического спирта.
В 1992 году завод был приватизирован, а в 1993 приобрёл статус акционерного общества.
По состоянию на 2021 год выпускается более 50 наименований продукции.